# Земля Грейама
Земля Гре́йама (англ. Graham Land), также Земля Грагама, Граама, Грема, Грэма, Грэхэма, Грэхема, Грехэма, Грэема, Греэма, Грэйема — часть Антарктического полуострова к северу от линии, соединяющей мыс Джереми и мыс Эгэссиз. Его протяжённость к северу от основной массы Антарктиды — 1200 км, а ширина с запада на восток — в среднем 200 км. Северная часть полуострова (от 68 до 63-й параллели) называется Землёй Грейама, южная (от 74 до 68-й параллели) — Землёй Палмера.
Северная часть земли Грейама протяжённостью около 130 км носит название полуостров Тринити. Самая северная точка Земли Грейама — мыс Прайм-Хед (63°13′ ю. ш. 57°18′ з. д.) — является самой северной точкой материка и наиболее близкой его частью к Южной Америке. На западе Земля Грейама омывается водами моря Беллинсгаузена, на севере — моря Скоша, на востоке — моря Уэдделла. На юг от этой Земли располагается Земля Палмера.
Протока Пассаж шириной 1,77 км отделяет Землю Грейама от острова Игл.

## История
Названа в 1832 году руководителем британской антарктической экспедиции (1830—1833) Джоном Биско в честь Джеймса Грейама, в то время первого лорда Адмиралтейства Британской империи. В 1934—1937 годах одноимённая британская экспедиция с помощью аэрофотосъёмки доказала, что Земля Грейама является не отдельным от Антарктиды архипелагом, а её полуостровом.
До 1961 года на советских, немецких и британских географических картах Землёй Грейама назывался весь нынешний Антарктический полуостров, на американских он же фигурировал как Земля Палмера, на чилийских — Земля О’Хиггинса, на аргентинских — Земля Сан-Мартина. На 10-м Тихоокеанском научном конгрессе (1961) было рекомендовано оставить название Земля Грейама лишь за северной частью полуострова, а Земля Палмера — за южной.
В 1964 году это решение поддержали профильные ведомства Великобритании и США, чем завершили свой давний спор. Однако в Чили полуостров и после этого нередко упоминается как «Земля О’Хиггинса», а в Аргентине как «Тьерра-де-Сан-Мартин».

## Статус
В политическом отношении Земля Грейама является спорной территорией: на неё одновременно претендуют Великобритания (с 1908 года), Чили (c 1940 года) и Аргентина (с 1943 года). Они относят её, соответственно, к Британской антарктической территории, чилийской области Магальянес-и-ла-Антарктика-Чилена и аргентинской провинции Огненная Земля, Антарктида и острова Южной Атлантики. Согласно ратифицированному в 1961 году этими и многими другими странами мира Договору об Антарктике, любые территориально-политические притязания южнее 60° ю. ш. заморожены.

## Полярные станции
На Земле Грейама и прилегающих островах находится множество заброшенных и действующих полярных станций разных стран мира. Среди последних: Хенераль-Бернардо-О’Хиггинс (Чили), Беллинсгаузен (Россия), Команданте Феррас (Бразилия), Ротера (Великобритания), Сан-Мартин (Аргентина), Марамбио (Аргентина), Эсперанса (Аргентина), Капитан-Артуро-Прат (Чили), Арцтовский (Польша), Палмер (США), Чанчэн (КНР), Академик Вернадский (Украина).
На аргентинской станции «Эсперанса» в 1978 году впервые в истории Антарктиды родился человек, Эмилио Пальма.